# Fiets

Ontwikkeling van de fiets. 1: Fiets van Karl von Drais (Duitsland), 2: Tweewieler, Thomas McCall (Schotland, bestaan onzeker), 3: Pedaalfiets, Pierre Lallement (Frankrijk), 4: Hoge bi, James Starley (Frankrijk), 5: Veiligheidsfiets, John Kemp Starley (Engeland), 6: Racefiets, 7: Mountain Bike (USA)

Een fiets is een voertuig dat oorspronkelijk veelal louter met spierkracht werd aangedreven. De hedendaagse fiets bestaat doorgaans uit twee wielen, een frame, een zadel, een stuur en een trapas met pedalen.
Het grootste deel van de moderne fietsen heeft een kettingaandrijving, hoewel een asaandrijving of riemaandrijving ook mogelijk is. In het begin van de 21e eeuw is de elektrische fiets in opkomst; dit soort fietsen wordt wel "e-bike" genoemd.
Van de fiets zijn andere vervoermiddelen afgeleid, zoals de vooral in Azië populaire riksja en betjak, en enkele gemotoriseerde varianten die als uitvindingen een eigen leven zijn gaan leiden: de bromfiets, snorfiets, scooter en motorfiets.

## Lexicografie

### Etymologie
De etymologische herkomst van het Nederlandse woord "fiets" is onbeslist. In de loop van de tijd zijn er allerlei verklaringen gegeven, maar voor geen daarvan is doorslaggevend bewijs gevonden. Taalkundige Ewoud Sanders schreef in 1997 het boekje Fiets! De geschiedenis van een vulgair jongenswoord (1997). Hij komt tot de conclusie dat de etymologie van het woord "onbekend" is.

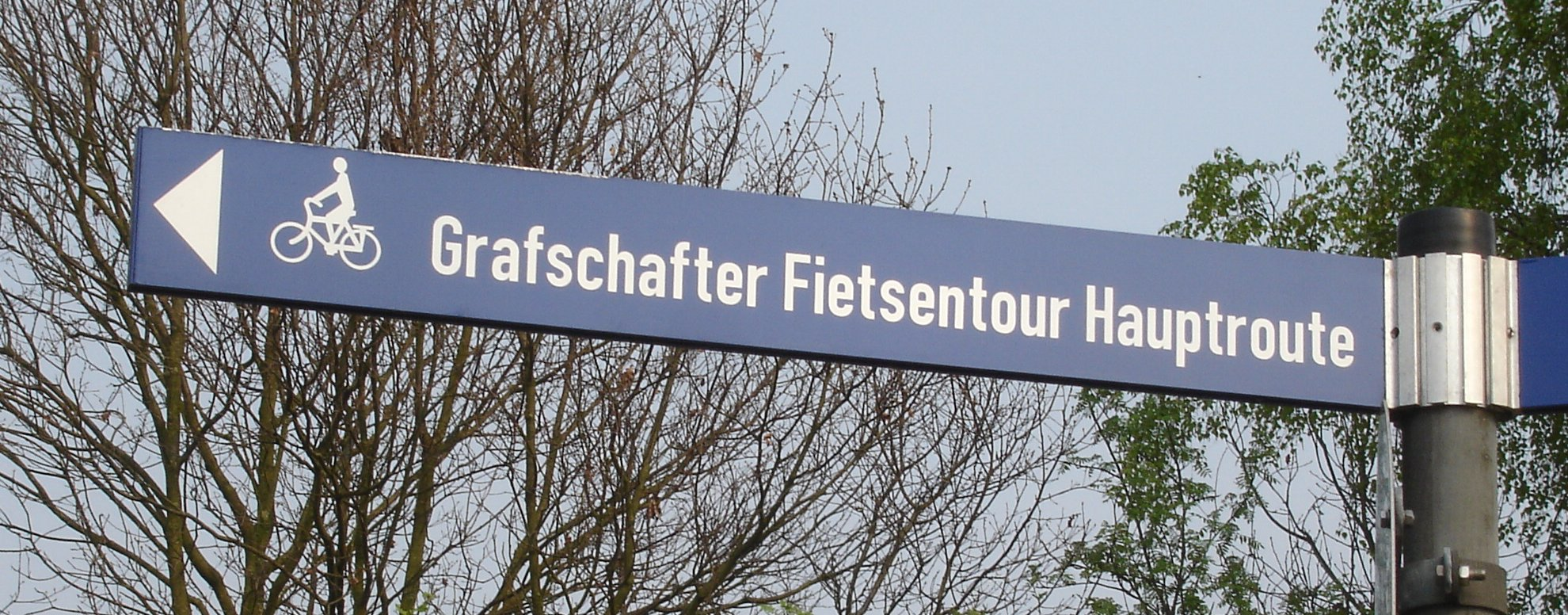
'Fiets' op een Duits bord

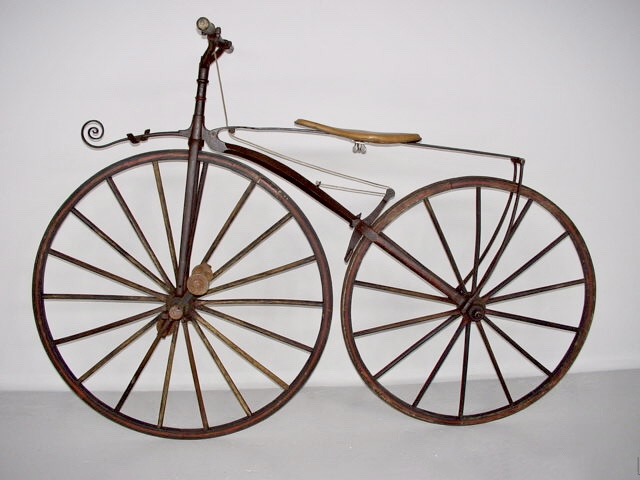
Michaux "boneshaker" van ca. 1870

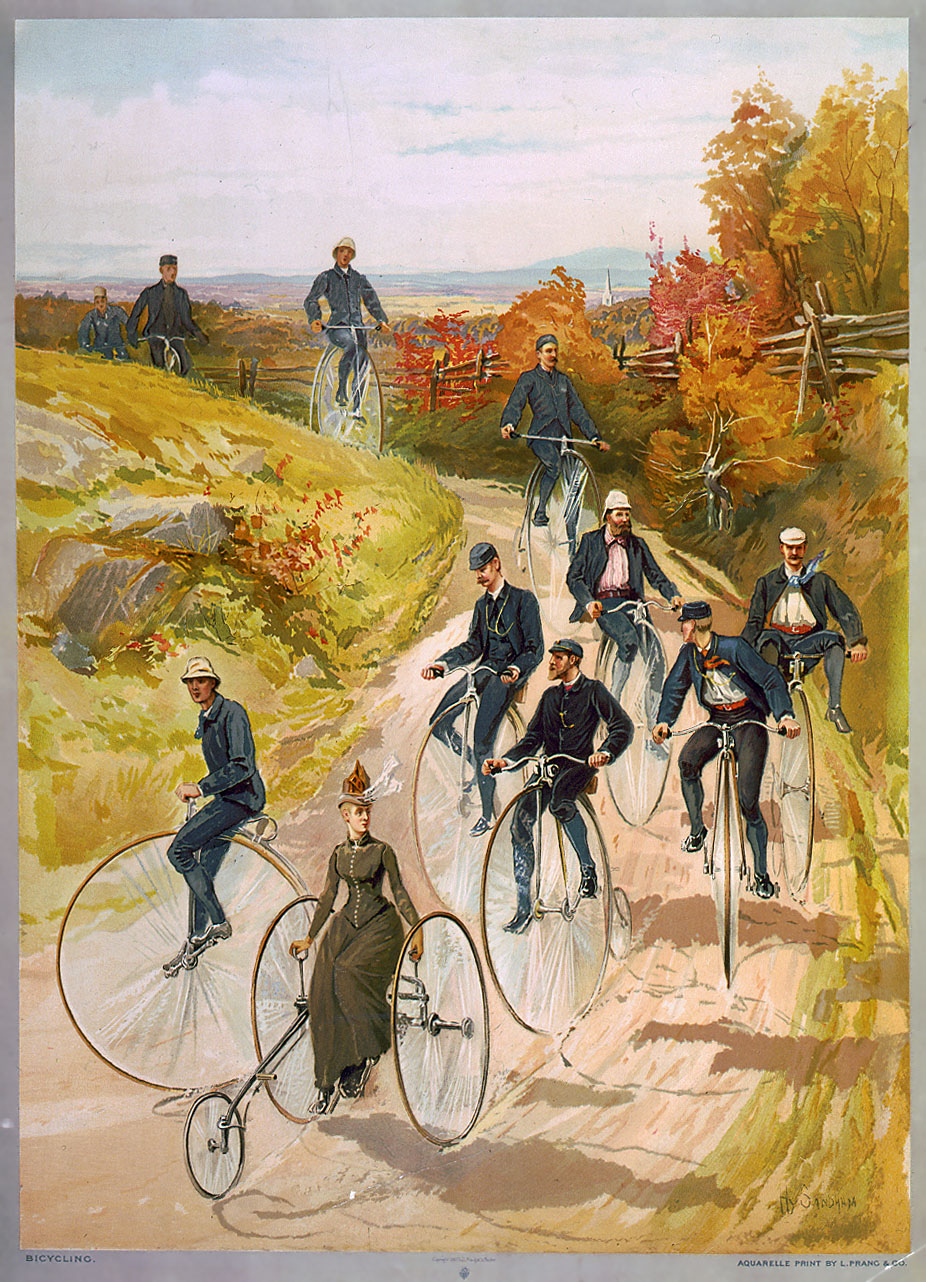
Fietsen, ca. 1887

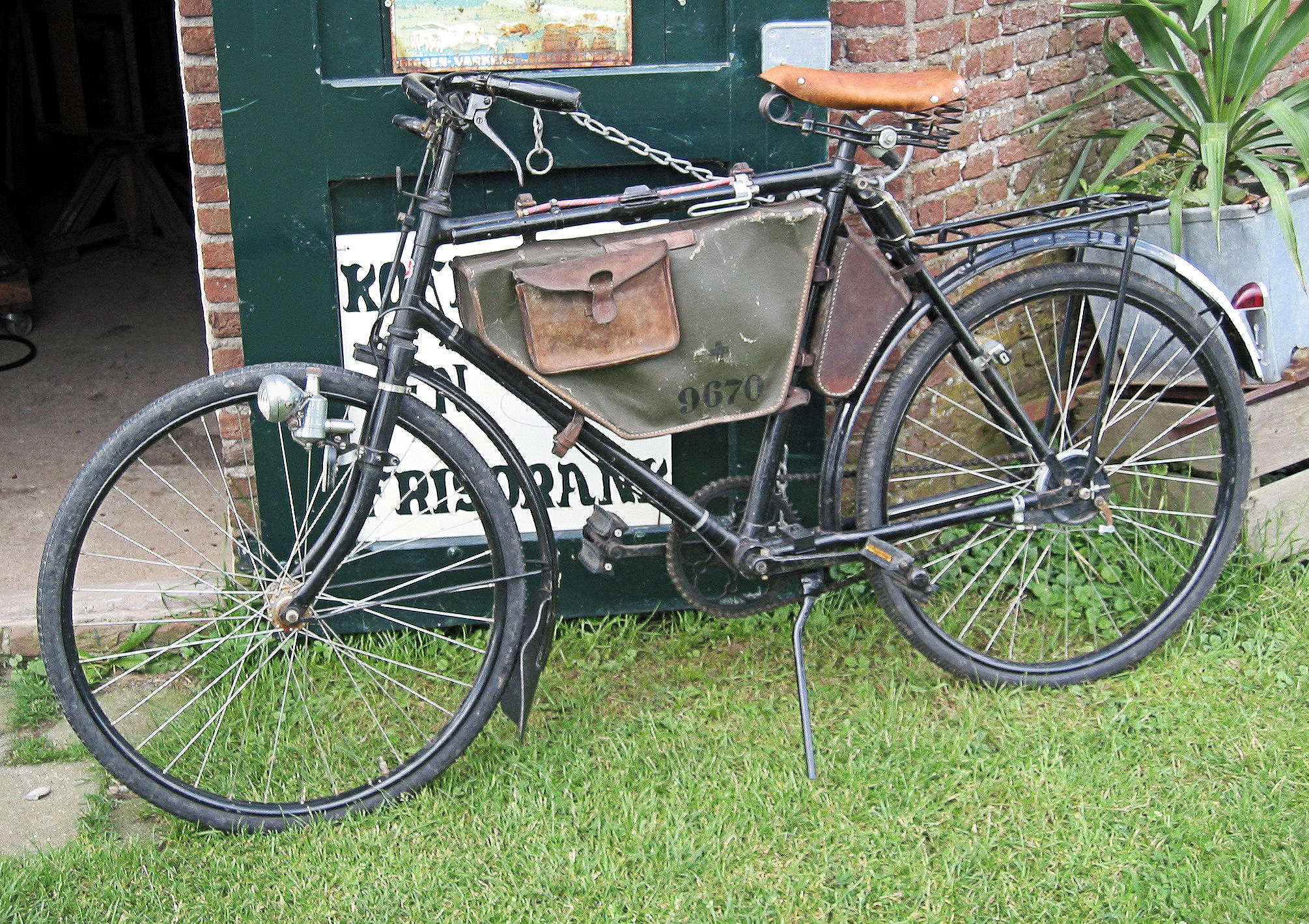
Voormalige Zwitserse legerfiets

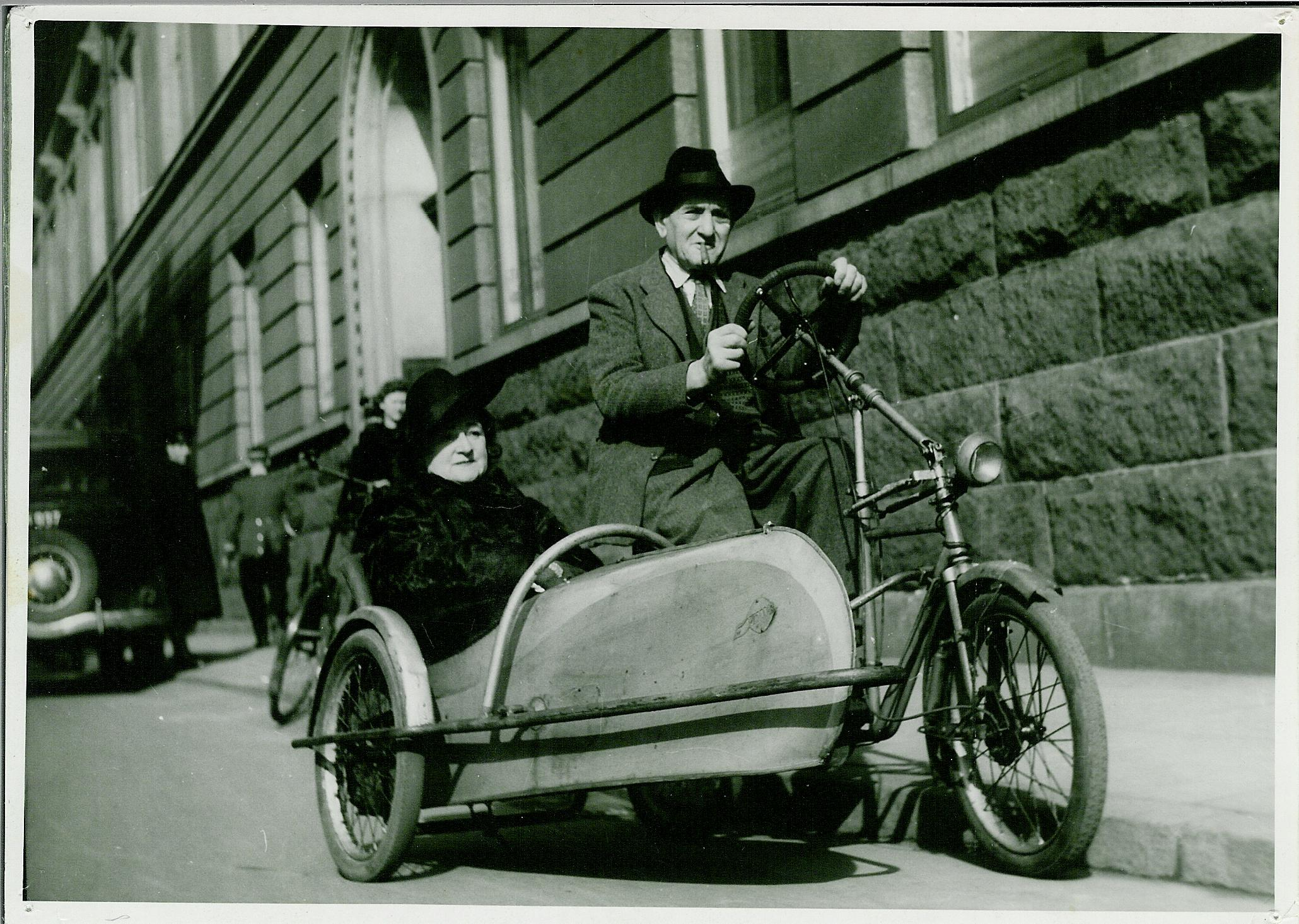
Fiets met zijspan, Denemarken 1940-1945

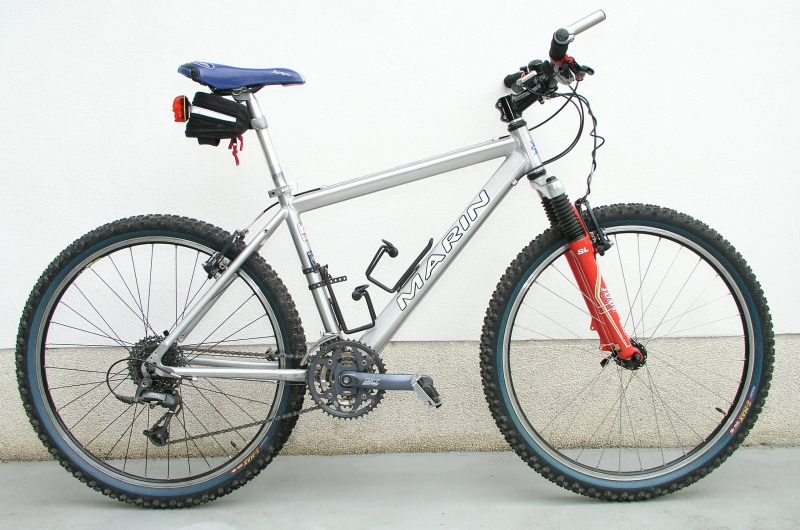
Mountainbike

Het woord heeft zich sinds de jaren 1880 razendsnel in het Nederlands verspreid en is overgenomen in het Fries (fyts), Nedersaksisch (fietse), Afrikaans (fiets), Indonesisch (pit) alsmede in de dialecten van de Nederrijn (fitze, fitz, vits) en andere grensstreken als Bentheim en Oost-Friesland (fiets). Het werkwoord vietsen is voor het eerst gedocumenteerd in het wielersportblad De Kampioen in 1885.
Het artikel in het Woordenboek der Nederlandsche Taal (WNT) uit 1919 geeft twee alternatieve etymologieën. De eerste is dat het woord afgeleid zou zijn van de naam van de Wageningse wagenmaker Elie Cornelis Viets, die rond 1880 rijwielen maakte en repareerde. Deze voor de hand liggende verklaring werd in eerste instantie van de hand gewezen, omdat bleek dat het woord al eerder gebruikt zou zijn. Het Etymologisch woordenboek van Van Dale uit 1997 zegt hierover: "Het is in geen geval afgeleid van de Apeldoornse (sic) rijwielhandelaar E.C. Viets (1847-1921), zoals vaak is gesuggereerd: onder kostschooljongens in de buurt werd fiets al gebruikt voordat Viets zijn handel begon." De voornoemde verklaring is echter niet volledig van de hand te wijzen. De naamkundige Leendert Brouwer toonde in 2012 aan dat de familie Viets in 1870 misschien nog geen rijwielen produceerde, maar ze wel leverde, onder meer naar Leeuwarden. Als bondsrijwielhersteller had Viets een goede naam bij de toenmalige wielersporters.
Een tweede verklaring van het WNT is dat het een verbastering is van het wat lange en lastig uit te spreken Franse vélocipède, wat in de 19e eeuw ook in het Nederlands als leenwoord een gebruikelijk synoniem was voor rijwiel. De eerste vermelding daarvan dateert uit 1824. Tussenvormen als vieloziepee en viezepee zijn in 1886 gedocumenteerd. De vorm fielsepee kwam bijvoorbeeld in Drenthe voor, fillesepaed in Maastricht; hij correspondeert ook met Duitse dialectvormen als flossipe (Westmünsterland), flitzepie (Solingen) en flitzepääd (Sauerland). Een redactielid van De Kampioen meende zich te herinneren dat hij het woord fiets als verkorting van vélocipède al in 1871 in Leeuwarden gehoord had. Andere fietspioniers wisten te vertellen dat het woord omstreeks 1870 op een deftig internaat in Apeldoorn (het Koloniaal Instituut van Kinsbergen) was ontstaan, vanwaar het zich naar Brummen en Wageningen had verbreid. De historicus Jan Dirk Snel benadrukt dat de meeste tijdgenoten, met name jongeren die actief waren in de wielersport, deze woordverklaring onderstreepten. Hij veronderstelt daarom dat de kortere vorm viets inderdaad door kringen van Gelderse kostschooljongens is verbreid.
Een derde verklaring stelt dat het woord viets is ontstaan uit een Limburgs en Oost-Brabants dialectwoord vietse of fiette: hard lopen, zich snel voortbewegen. Deze woorden gaan vermoedelijk terug op het Franse vitesse 'snelheid'. Ook Van Dale noemt als mogelijke herkomst "het oudere dialectwoord vietsen [zich snel verplaatsen]". Deze etymologie is voor het eerst in 1914 naar voren gebracht door de Limburgse pastoor L. Linsen. Ewoud Sanders ziet dit als de waarschijnlijkste verklaring.
Een minder voor de hand liggende verklaring stelt dat het zou zijn afgeleid van het dialectwoord fietelen of fieteren (d.i. kermishouden), waarmee een bepaalde manier van lopen die typisch bij de loopfiets hoorde wordt bedoeld. Ook heeft men verondersteld dat het een onomatopee (een klanknabootsing) van een piepend geluid zou kunnen zijn.
Volgens een alternatieve hypothese uit 2012 door Gunnar de Boel, hoogleraar vergelijkende taalkunde aan de universiteit van Gent, en zijn collega Luc de Grauwe, is het woord fiets mogelijk ontstaan uit het Duitse *Vize-Pferd. Dat zou de Duitse naam voor dit nieuwe tweewielige vervoermiddel zijn geweest; het betekent letterlijk vice-paard ofwel vervangpaard. Vize-Pferd werd volgens deze redenering tot *viez verkort, wat uitgesproken wordt als fiets. Later werd dit woord in Duitsland door Fahrrad verdrongen. Critici benadrukken dat de feitelijke onderbouwing van deze stelling ontbreekt.

### Fiets in andere talen
Het Nederlandse woord fiets is overgenomen in het Afrikaans, Fries en Nedersaksisch.
In bijna alle andere talen gebruikt men afleidingen van het Franse vélocipède of het aan het Grieks ontleende bikykel. In het Frans is zowel vélocipède als bicyclette bekend. Afkortingen zijn gebruikelijk: Engels bike, Frans (en ook Vlaams) vélo, Spaans bici.
In het Pools wordt Rower gebruikt, naar de door John Kemp Stanley in 1885 gebouwde Rover met kettingaandrijving. In het Fins is het polkupyörä, wat wegwiel betekent. In Nederland was rijwiel tot 1966 de officiële term.

### "Fiets" vs. "rijwiel"
In de 19e eeuw gold het woord 'fiets' als zeer informeel, vergelijkbaar met hedendaagse woorden als 'maffen' en 'bikken'. In de wetgeving werd 'rijwiel' gebruikt, maar 'fiets' was reeds in het begin van de 20e eeuw het normale woord in de volksmond. 
In 1966 werd in de Nederlandse wetgeving het woord rijwiel vervangen door fiets. Het eerstgenoemde woord is geheel in onbruik geraakt, behalve in enkele samenstellingen als rijwielpad en rijwielstalling.
In de Belgische wegcode (Algemeen reglement op de politie van het wegverkeer en van het gebruik van de openbare weg) is nog wel sprake van het woord rijwiel. Er wordt dan een betekenisonderscheid gemaakt tussen een rijwiel en een fiets, waarbij de fiets een tweewielige vorm van het rijwiel betreft. De term rijwiel wordt in deze wegcode omschreven als: "elk voertuig met twee of meer wielen, dat wordt voortbewogen door middel van pedalen of van handgrepen door een of meer van de gebruikers en niet met een motor is uitgerust, zoals een fiets, een driewieler of een vierwieler. De bevestiging van een elektrische hulpmotor met een nominaal continu vermogen van maximaal 0,25 kW, waarvan de aandrijfkracht geleidelijk vermindert en ten slotte wordt onderbroken wanneer het voertuig een snelheid van 25 km/h bereikt, of eerder, indien de bestuurder ophoudt met trappen, brengt geen wijziging in de classificatie als rijwiel."

## Geschiedenis
Baron Karl Drais heeft de loopfiets uitgevonden. Deze bestond uit een houten frame, houten wielen met een smeedijzeren velg, een zeer eenvoudig zadel, een nog niet goed ontwikkeld stuur en een soort rem op het achterwiel. De loopfiets had geen trappers; de berijder bewoog zich voort door zich af te zetten tegen de grond. Het eerste exemplaar ontstond in 1817. Von Drais noemde zijn toestel velocipede. Later (ca. 1830) ontwikkelde hij ook een handkar die op het spoor gebruikt kan worden. Men noemde zo'n wagentje een draisine naar Von Drais.
Hoewel de berijder van de vélocipède de voeten op de grond hield, was toch heel wat balanceerkunst nodig. Dit werd vervelend gevonden, en decennialang werden daarom driewielers en vierwielers gebouwd. Ze werden aangedreven op de manier waarop een spinnewiel of scharensliep wordt aangedreven, met een trapplank en een stangenstelsel.
Pas in 1865 ontstond een toestel dat op onze fiets leek. Het was een tweewieler, gebouwd door de Fransman Pierre Michaux en zijn zoon Ernest. Hun vélocipède (snelle voet, van Latijn: velox, snel en pes, voet) had een ijzeren frame en houten wielen met een ijzeren hoepel. Aan de voorwielen waren trappers gemonteerd; deze voorloper van onze fiets kende nog geen kettingaandrijving. De exacte oorsprong van het ontwerp is echter onduidelijk. Mogelijk zijn ook Pierre Lallement en de gebroeders Olivier bij de oorsprong betrokken geweest.
Door het ontbreken van een kettingaandrijving was er ook geen overbrengingsverhouding. De snelheid van de fiets kon alleen maar worden opgevoerd door het wiel waarop de trappers waren gemonteerd steeds groter te maken. Zo ontstond rond 1870 de hoge bi (bi van bicycle, tweewieler), een fiets met een zeer groot voorwiel en een klein achterwiel. Het balanceren op zo'n hoge fiets was niet gemakkelijk en bij obstakels op de weg schoot de berijder over zijn voorwiel. De Hoge Bi die gezien wordt als de start van het Hoge Bi tijdperk was de Ariel, gebouwd door James Starley in 1871.
Deze hoge bi (in het Frans: grand bi, in het Engels: bicycle - de benaming Penny-Farthing ontstond pas toen de safety bicycle ontstond rond 1885) had een voorwiel met een afmeting van 100 cm tot 150 cm. De hoge bi was behoorlijk onpraktisch in het gebruik maar was toch populair bij een kleine groep liefhebbers. Juist de moeilijkheidsgraad verhoogde immers de status van de gebruiker. Het was een tweewieler met metalen velgen (geen houten wielen) met radiaal geplaatste spaken, die op spanning gebracht werden door een ingenieus mechanisme dat de spaken in een keer allemaal aanspande. In technisch opzicht was de hoge bi echter een reusachtige stap voorwaarts ten opzichte van de vélocipède van Michaux. Feitelijk werden rond 1870 zelf drie fundamentele kenmerken toegepast op de hoge bi die nog steeds in een fiets terug te vinden zijn. Dat is het hierboven beschreven draadspaakwiel, waarbij er geen duwkracht (zoals bij houten spaken) maar trekkracht wordt gebruikt voor de stevigheid van het wiel. Het tweede kenmerk is de holle stalen buis (in plaats van een smeed- of gietijzeren frame) als constructiemateriaal. In de hoge bi was de langste buis de zogeheten backbone van het stuur tot aan het achterwiel. De derde innovatie was wat minder zichtbaar, maar minstens zo belangrijk: in de naaf van het voorwiel zaten kogellagers die zorgden voor een soepele loop van het wiel, in een afgesloten behuizing met smeerolie. Later werden die kogellagers ook in de trappers en het stuur gebruikt. Daarom heet het verticale deel van een fietsstuur nog steeds een balhoofd (Engels: ball bearing).
In 1868 werd de eerste fiets met een kettingaandrijving gebouwd. De trappers zaten nu niet meer met een kruk aan de naaf van het wiel, maar aan een aparte trapas die in het frame was bevestigd. Aanvankelijk werd deze aandrijving op driewielers toegepast. In 1885 bouwde John Kemp Starley de Rover, een fiets met een kettingaandrijving, en een frame uit stalen buizen. De beide wielen waren vrijwel even groot. Dit type fiets werd safety genoemd, omdat het fietsen erop veel veiliger was dan op de hoge bi. In Nederland sprak men in de eerste jaren van deze nieuwe uitvinding dan ook van een "veiligheidswieler".
In 1888 vroeg John Dunlop patent aan op met lucht gevulde fietsbanden, die de banden van massief rubber vervingen. Daarmee was de ontwikkeling van de fiets vrijwel voltooid. Het patent moest hij later weer intrekken, omdat Thomson hem in 1845 al voor was geweest. Hij behield het patent op het ventiel.
Sindsdien is er aan het basisontwerp van de fiets niet zoveel meer veranderd. Wel zijn in de loop van de tijd andere materialen toegepast. De frames worden thans vooral gemaakt van aluminium of staal, maar voor duurdere sportfietsen wordt meestal carbon (koolstofvezel) of soms ook wel (lichtgewicht) metalen als magnesium en titanium gebruikt. De krachtoverdracht van de trapas naar het achterwiel gebeurt ook niet altijd meer met een klassieke ketting. Steeds vaker wordt er een riem gebruikt in plaats van een ketting, omdat deze slijtvaster is. Ook bestaan er fietsen met asaandrijving in plaats van kettingaandrijving. Ook is de versnelling of naafversnelling vaker onderdeel van de fiets. Maar de meeste fietsen lijken nog sterk op de Rover uit 1885. Grote uitzondering daarop zijn de ligfietsen. Daarnaast zijn er veel varianten ontstaan, zoals nieuwe typen loopfiets, de mountainbike, racefiets, verschillende typen bakfiets en allerlei varianten van de elektrische fiets. Anno 2023 worden in Nederland al deze fietsvarianten gebruikt, vaak gekoppeld aan een bepaalde functie of gebruikersgroep.

## Records

### Snelheidsrecord op een klassieke (UCI-goedgekeurde) fiets (Werelduurrecord)
Het werelduurrecord fietsen (de afgelegde afstand na 1 uur fietsen) op een UCI-goedgekeurde fiets is sinds 16 april 2019 55,089 km en staat op naam van Victor Campenaerts uit België. Op een gestroomlijnde ligfiets kan het nog harder: op 2 augustus 2011 bereikte de Zwitser Francesco Russo een afstand van 91,556 km. Het uurrecord op een ligfiets zonder stroomlijn is in mei 2012 door Aurelien Bonneteau op een M5 carbon high racer gesteld op 56,597 km.

### Snelheidsrecord met gangmaking
De Amerikaanse Denise Mueller-Korenek is officieel de snelste mens ter wereld op een fiets. Ze reed in september 2018 op een zoutvlakte in Utah, 296 km/h. Ze verbeterde daarmee het oude record van Fred Rompelberg, die op 3 oktober 1995 op de zoutvlaktes van Bonneville 268,8 km/h reed. Rompelberg is nog wel Nederlands recordhouder en wereldrecordhouder bij de mannen. Mueller-Korenek en Rompelberg wisten hun record te behalen door achter een auto te stayeren.

### Snelheidsrecord zonder gangmaking
Het wereldrecord zonder hulp van de slipstream stond in 2013 op naam van een Nederlander. Op 14 september 2013 bereikte Sebastiaan Bowier over tweehonderd meter, met vliegende start, een snelheid van 133,78 kilometer per uur. Dit deed hij op de VeloX 3, een aerodynamische ligfiets ontwikkeld door het Human Power Team Delft & Amsterdam.

## Wetgeving

### Wetgeving in Nederland

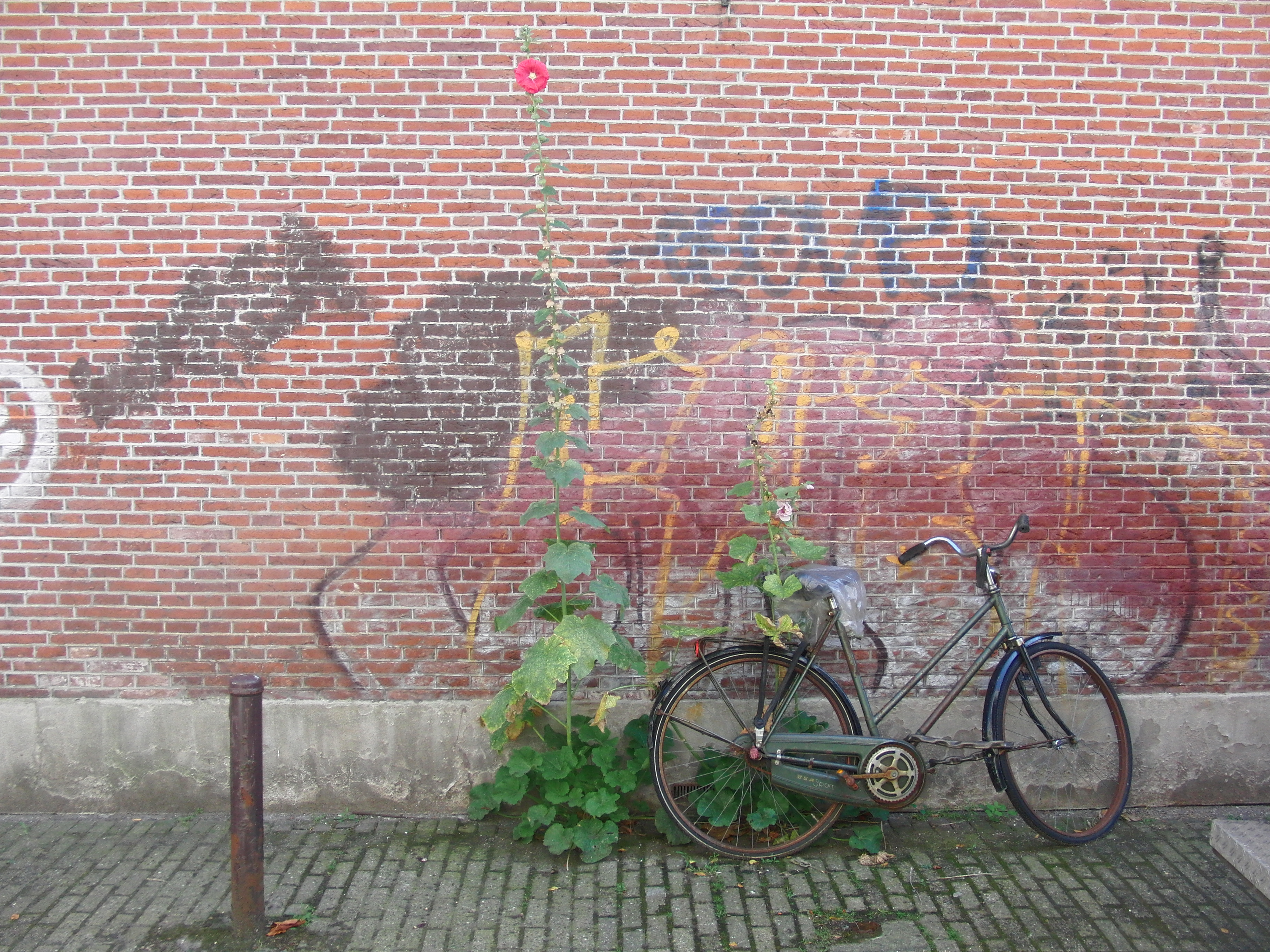
Fiets in Amsterdam

Alle eisen waaraan een fiets in Nederland moet voldoen staan in de Regeling voertuigen, artikel 5.9.3 tot en met 5.9.71.
- pedalen voorzien van stroef oppervlak
- goed werkende rem
- bel moet goed werken
- stuur dient goed vast te zitten
- handvatten moeten goed vastzitten
- een tweewielige fiets mag niet breder zijn dan 75 centimeter (voor een driewieler of aanhangwagen is het maximum 150 cm)
- verlichting (bij dag, als er goed zicht is, niet verplicht - meer verlichting is niet toegestaan; zie ook de pagina Fietsverlichting)
  - koplamp straalt wit of geel licht uit
  - achterlicht straalt rood licht uit
  - sinds 1 november 2008 mag de fietsverlichting ook op de borst of de rug van de bestuurder worden bevestigd
- reflectie (ook overdag - meer reflectie is toegestaan)
  - zijreflectie (geel of wit) op beide wielen. Wordt meestal met een reflectiestrook op de banden toegepast.
  - gele reflectoren op voor- en achterkanten van de pedalen
  - rode achterreflector

(Vanaf 1 januari 1987 werd de wielreflectie verplicht. De Fietsersbond protesteerde tegen de onmiddellijke invoer van deze maatregel; het betekende dat alle fietsen per direct van cirkelvormige zijreflectoren tussen de spaken moesten worden voorzien. De bond vond de reflectoren te duur en had liever gezien dat het gebleven was bij reflecterende fietsbanden, die toch op den duur zouden worden vervangen.)
Enkele eisen zijn voor fietsen soepeler dan voor motorvoertuigen:
- Overdag: Een motorvoertuig moet altijd met intacte verlichting uitgerust zijn, hoewel de verlichting niet hoeft te branden. Met een fiets mag overdag gereden worden met defecte of afwezige verlichting.
- 's Nachts: Het achterlicht van een fiets hoeft niet te branden als er een aanhangwagen wordt getrokken. De aanhangwagen moet natuurlijk wel verlichting hebben. Bij een motorvoertuig moeten zowel het trekkende voertuig als de aanhangwagen achterlichten hebben.
- Een fiets mag niet meer verlichting maar wel meer reflectoren hebben dan zijn voorgeschreven. Bij een motorvoertuig zijn meer verlichting en meer reflectie niet toegestaan.

#### Afgeschafte eisen
Voorheen moest een fiets een achterspatbord hebben dat over een lengte van minimaal 30 cm witgeschilderd was. Een racefiets zonder spatbord werd oogluikend toegelaten, al was het nog steeds formeel verboden je zo op de openbare weg te begeven. Bovendien moest het achterlicht zich op het witte deel van het spatbord bevinden. Thans bevindt het achterlicht zich vaak in de holte tussen bagagedrager en spatbord.

#### Verkeerswetgeving
In 1905 kreeg Nederland voor het eerst een Motor- en Rijwielwet. Daarbij werd onder andere het houden van wegwedstrijden voor fietsen verboden. De Motor- en Rijwielwet is inmiddels vervangen door de Wegenverkeerswet, die onder andere de wettelijke basis vormt voor de verkeersregels waaraan fietsers, maar ook het overige wegverkeer, zich moeten houden.
Sinds 1 mei 2001 hebben fietsers in Nederland van rechts ook voorrang. Vergeleken met andere landen wordt er in Nederland veel gefietst. In de infrastructuur wordt hier op allerlei manieren rekening mee gehouden; alleen de voorrangsregeling week af tot 2001. Anders dan in omringende landen was in Nederland de fietser in de wetgeving niet gelijkwaardig aan andere bestuurders. Het harmoniseren van de Europese regelgeving was dan ook een belangrijke reden om de maatregel 'voorrang fietsers van rechts' in te voeren. Daarnaast beoogt de maatregel de gelijkberechtiging van fietsers te bevorderen om zo indirect het fietsgebruik te stimuleren.
"Voorrang fietsers van rechts" (VFVR) is een van de maatregelen die in het convenant Duurzaam Veilig worden genoemd, en waarvan wordt verondersteld dat zij een gunstige bijdrage leveren aan de verkeersveiligheid.

### Wetgeving in België

#### Wettelijke eisen voor een fiets met een kleine wieldiameter
Fietsen waarvan de wieldiameter (banden niet inbegrepen) maximaal 50 cm bedraagt, moeten minstens uitgerust zijn met:
- een bel hoorbaar op 20 meter
- twee goed functionerende remmen (één op het voorwiel en één op het achterwiel)
- vooraan een witte en achteraan een rode reflector, indien er minstens één spatbord is.

Enkel als het donker is en als de zichtbaarheid minder dan 200 meter bedraagt, zijn lichten en andere reflectoren verplicht. Deze lichten hoeven zich niet op de fiets zelf te bevinden.

#### Wettelijke eisen voor de racefiets en de terreinfiets
Zowel fietsen met een racestuur en zonder bagagedrager achteraan waarvan de banddikte maximaal 2,5 cm bedraagt (racefietsen) als fietsen met minstens twee versnellingen die vanaf het stuur worden bediend en zonder bagagedrager achteraan waarvan de banden een minimumdoorsnede van 38 mm (bij een wieldiameter van 65 cm) of 32 mm (bij een wieldiameter van 70 cm) hebben (terreinfietsen), moeten minstens uitgerust zijn met:
- een bel hoorbaar op 20 meter
- twee goed functionerende remmen (één op het voorwiel en één op het achterwiel)
- vooraan een witte en achteraan een rode reflector, indien er minstens één spatbord is.

Lichten en andere reflectoren zijn enkel verplicht als het donker is en als de zichtbaarheid minder dan 200 meter bedraagt. Deze lichten hoeven zich niet op de fiets zelf te bevinden. Als er ten minste één spatbord op de fiets wordt gemonteerd wordt een rode reflector achteraan en een witte reflector vooraan verplicht.

#### Wettelijke eisen voor de gewone fiets
Een fiets die niet behoort tot een van de bovengenoemde categorieën, moet minstens uitgerust zijn met:
- een bel hoorbaar op 20 meter
- twee goed functionerende remmen (één op het voorwiel en één op het achterwiel)
- twee goed functionerende lichten
  - tussen het vallen van de avond en het aanbreken van de dag en indien de zichtbaarheid minder dan 200 meter bedraagt.[20]
  - vooraan wit of geel, continu oplichten of knipperen.
  - achteraan rood ('s nachts bij helder weer vanaf minstens 100 m zichtbaar) continu oplichten of knipperen.
  - De verlichting mag op de fiets of op het lichaam gedragen worden.
- reflectoren
  - aan weerszijden van de pedalen wit of geel
  - op de spaken en/of de banden minstens twee gele of oranje dubbelzijdige reflectoren per wiel; vast bevestigd aan de spaken en symmetrisch aangebracht en/of een witte reflecterende strook aan weerszijden van elke band.
  - vooraan een witte en achteraan een rode reflector

## Onderdelen van een fiets
- Frame of kader
- Wiel, bestaande uit naaf, velg en spaken
- Binnenband en buitenband
- Voorvork met balhoofd
- Fietsstuur
- Zadel
- Pedalen, cranks
- Ketting met kettingkast
- Remmen hydraulisch/mechanisch
  - Trommelrem
  - Velgrem
  - Terugtraprem
  - Schijfrem
- Versnellingen
- Versteller(s) voor de versnellingen
- Licht en reflectoren
- Fietsdynamo
- Bagagedrager
- Fietsbel
- Fietsslot
- Fietscomputer
- Spatlap
- Vering (voor en achter)
- Snelbinders
- Jasbeschermer
- Standaard

## Soorten

### Fietstypen
- Baanfiets
- Bakfiets
- Beachcruiser
- Bierfiets
- BMX-fiets
- Bromfiets
- Chopper
- Citybike
- Deelfiets
- Doortrapper of fixie/fixed-gear
- Duofiets
- Driewieler
- Eenwieler
- Elektrische fiets
- EZB
- Fatbike
- Fiets met asaandrijving
- Fiets met hulpmotor, zoals Solex
- Fietstaxi
- Handbike
- Hybride fiets
- Kunstfiets
- Kustom
- Ligfiets
- Lowrider
- Luchtfiets
- Mountainbike
- Motorfiets
- Fietskar
- Omafiets
- Racefiets
- Randonneur (fiets)
- Riksja
- Roeifiets
- Rolstoelfiets
- Stadsfiets
- Snorfiets
- Tandem
- Tijdritfiets
- Toerfiets
- Transportfiets
- Velomobiel
- Vouwfiets
- Waterfiets

### Heren en dames
Bij de standaardfietsen worden van oudsher onderscheiden een "heren-" en "damesmodel".
De eerste "moderne" fietsen werden in de 19e eeuw gebouwd met een min of meer horizontale bovenbuis. Doordat deze door rokdragende dames moeilijk berijdbaar waren lieten constructeurs de bovenbuis zakken, tot bijna parallel aan de onderbuis. Zo ontstond het damesmodel.
Het traditionele model (feitelijk dus onterecht als herenfiets omschreven) is door de driehoeksconstructie van de buizen steviger dan het damesmodel. Wil men het damesmodel even stevig maken, dan wordt de constructie zwaarder. Zou men de bovenbuis uit een herenfiets wegzagen, dan breekt de resterende fiets gauw doormidden.
Traditioneel blijven zowel mannen als vrouwen de voorkeur geven aan een heren-, dan wel een damesfiets, hoewel daar vaak geen reden meer voor is. Veel vrouwen dragen nooit een rok en veel mannen realiseren zich niet dat een herenfiets steviger is.
Tegenwoordig zijn er zelfs fabrikanten die 'damesfietsen met bovenbuis' maken. Ze doen dit om zo min mogelijk verschillen te hebben tussen de verschillende typen die in productie zijn. Het betreft hier een fiets met een extra dikke onderbuis die zonder bovenbuis al berijdbaar is. Er wordt een bovenbuis aan toegevoegd omdat de mannelijke kopers dat willen.
Een tussenvorm waren de "mixte-frames" waarbij men de bovenbuis liet zakken tot halverwege de zitbuis. Soms loopt de bovenbuis dan nog door naar de achteras. Deze constructie is sterker dan een "echt" damesframe en werd vooral gebruikt in de jaren zeventig en tachtig voor sportieve damesfietsen. Door het thans gangbare sloping frame voor race- en sportfietsen is het mixte-frame in onbruik geraakt.
Damesfietsen zijn wel populair, soms in aangepaste vorm of benaming als seniorenfiets, onder ouderen door de gemakkelijkere instap. Aan het eind van de 20e eeuw begon de schooljeugd, ook jongens, steeds meer de omafiets, dus een damesfiets, te gebruiken. Ook huurfietsen zoals de Nederlandse OV-fiets of de Belgische Blue-bike worden altijd als damesmodel met lage instap aangeboden. Zo is dus de voormalige damesfiets het universele model geworden. Modernere materialen hebben het oorspronkelijk zwakkere damesframe inmiddels voldoende stevigheid gegeven, zodat dat argument is vervallen.

### Kinderfiets
Om te leren fietsen kunnen zijsteuntjes met wieltjes gemonteerd worden of kan aan de fiets een stok worden bevestigd die wordt vastgehouden door een meelopende volwassene. De beste manier om te leren fietsen is echter het gebruik van een loopfiets of een gewone fiets waar de trappers van zijn verwijderd. Zo krijgen kinderen eerst de kans om te leren het evenwicht te houden op de fiets en te sturen voor ze dit moeten combineren met de trapbeweging.
De banden van een kinderfiets zijn gemiddeld breder om de stabiliteit te verhogen. Veel kinderfietsen hebben een achteruittraprem zodat kinderen zich kunnen concentreren op het sturen in plaats van op het remmen. Sommige kinderfietsen hebben echter tevens een handrem die het voorste wiel kan vertragen zodat bij gelijktijdige activering de totale remkracht wordt vergroot.

### Tandem
Een sport- of racetandem is meestal met een bovenbuis voor en achter. Een eenvoudige toertandem, waarvan de fabrikant zelden meer dan een model aanbiedt, is meestal zonder bovenbuizen, zodat iedereen tevreden is.
Ook een ladyback komt voor. Dit is een tandem met een kruisframe, dus een buis van balhoofd naar achteras. Deze buis biedt voor de 'stoker' (achter) een lage instap.

## Fietsinfrastructuur

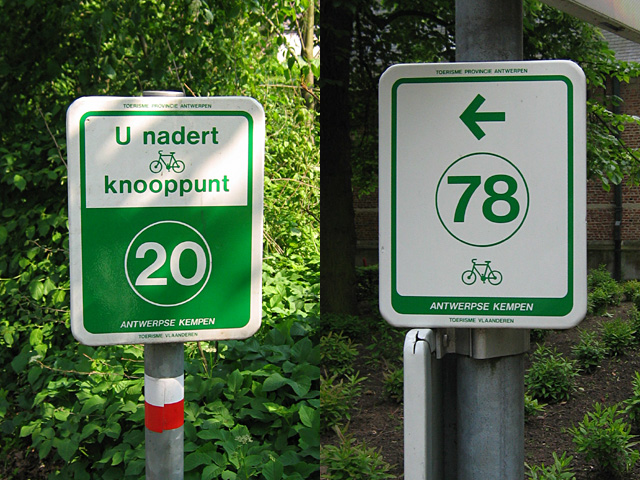
Bewegwijzering fietsroutenetwerk in de Antwerpse Kempen (België)

Nederland, Vlaanderen, Denemarken en Noord-Duitsland, zijn door hun (relatief) vlakke landschap erg geschikt om te fietsen. De genoemde gebieden kennen veel verkeersvoorzieningen voor fietsers, oftewel er is een goede fietsinfrastructuur aanwezig. De Copenhagenize Index beoordeelt steden in de wereld op fietsvriendelijkheid.

### Fietspad
Ook worden er veel fietspaden aangelegd. Deze begeleiden soms wegen. Andere zijn vrijliggend en zijn vaak bedoeld voor het recreatieve fietsverkeer.
Wanneer de fietspaden op een kruispunt uitkomen met verkeerslichten, hebben deze vaak hun eigen verkeerslicht, herkenbaar door een venster in de vorm van een fiets. Waar fietspaden ontbreken, ligt vaak nog wel een fietsstrook: een voor fietsers gereserveerde strook van de rijweg. De fietsstrook is herkenbaar aan de fietssymbolen. Naast de fietsstrook bestaat er ook de fietssuggustiestrook. Een fietssuggestiestrook beoogt eenzelfde functie te hebben als een fietsstrook. Het fietssymbool ontbreekt hier. In tegenstelling tot de fietsstrook heeft de fietssuggestiestrook geen wettelijke status en kan in feite elke breedte hebben die een wegbeheerder eraan geeft. 
Nadat Zwolle, als stad met het hoogste fietsgebruik van Nederland, als eerste kwam met een fietsstratenplan, worden in Nederland steeds vaker fietsstraten aangelegd. Deze fietsstraten hebben brede rode geasfalteerde banen, waar fietsers midden op de weg kunnen fietsen. Auto’s zijn "te gast" en rijden hierachter. Deze fietsstraten zijn voor de fietser extra veilig en comfortabel. Ook in Vlaanderen zijn er sindsdien fietsstraten aangelegd.

### Fietsbewegwijzering
Diverse type fietswegwijzers geven fietsroutes aan. Het kan daarbij zowel gaan om woon-werkverbindingen, als om routes voor recreatieve fietstochten (zoals de ANWB-rondjes en het LF-routenetwerk).
Daarnaast zijn er zijn fietsroutenetwerken. Dit zijn netwerken van aangename fietswegen, voornamelijk langs rustige en autoluwe wegen of jaagpaden. Waar deze wegen kruisen zijn fietsknooppunten die worden aangeduid met nummers op bordjes. Met een begeleidende kaart hoeft men dan enkel nog maar de knooppuntnummers te volgen.

### Algemene Fiets Afhandel Centrale
In sommige Nederlandse gemeenten bestaan Algemene Fiets Afhandel Centrales, vooral bedoeld om de overlast van geparkeerde fietsen te verminderen. Deze diensten verwijderen onjuist geparkeerde fietsen of kennelijk verlaten fietswrakken.

### Lokfiets
Om diefstal van fietsen te ontmoedigen maakt de politie in Nederland en België gebruik van zogeheten lokfietsen met ingebouwde gps- en simmodule, als lokobject, om alarm te slaan zodra de fiets beweegt. Hiermee worden heel effectief dieven quasi op heterdaad betrapt.

## Voor- en nadelen van de fiets
Een belangrijk voordeel van de fiets vergeleken met de auto is dat deze op korte afstanden vaak sneller is, zeker in de binnensteden die voor een fiets beter toegankelijk zijn. Ook is fietsen goed voor de gezondheid en een belangrijke vorm van ontspanning. De fiets heeft een relatief lage ecologische voetafdruk, levert veel minder vervuiling op zoals CO2-uitstoot en het ruimtegebruik is veel lager dan van de auto. Een maatschappelijke kosten-batenanalyse geeft ook een gunstig beeld voor de fiets vergeleken met de auto.
In de meeste gevallen is een fiets gemakkelijk te repareren, door de gebruiker (ook onderweg) of door de fietsenmaker.
Een belangrijk nadeel van de fiets is de kwetsbaarheid van de berijder; bij verkeersongevallen heeft de fietser geen bescherming. Door de opkomst van de e-bike is dit probleem groter geworden.  Bij slecht weer is de auto doorgaans comfortabeler en op langere afstanden sneller. Daarnaast zijn fietsen diefstalgevoelig, vooral in de grotere (studenten)steden. Ook e-bikes zijn populair onder fietsendieven.

## Organisaties
Er zijn verschillende organisaties die zich richten op het bevorderen van het fietsgebruik en om het verkeer en landschap voor fietsers aangenamer te maken.
Voorbeelden hiervan zijn:

### In Nederland
- ANWB
- Fietsersbond
- Landelijk Fietsplatform
- Nederlandse Toer Fiets Unie (NTFU)
- NVHPV Nederlandse Vereniging voor Human Powered Vehicles, een vereniging die zich vooral richt op ligfietsen.

### In België
- Fietsersbond
- Pro Velo
- Mobiel vzw
- VELO

## Trivia
- De fiets is ook als militair vervoermiddel gebruikt: de Nederlandse krijgsmacht had enige tijd een Regiment Wielrijders en in de Vietnamoorlog maakte de Vietcong bij de bevoorrading gebruik van vaak zeer zwaar beladen fietsen op het Ho Chi Minh-pad.
- De Nederlandse politie maakte gedurende een lange periode in de twintigste eeuw op grote schaal gebruik van extra degelijke dienstfietsen voor de surveillance. Begin jaren 90 kwam in Amsterdam en vervolgens ook in de andere grote steden de surveillance per mountainbike of ATB op.
- In het Pools is het woord voor fiets direct ontleend aan de uitvinder van het meest gangbare model, Rover (zie hierboven), die daarmee geëerd wordt: rower (het Pools kent de letter v niet).
- In het Nederlands zijn in de loop der jaren al vele uitdrukkingen en zegswijzen ontstaan met betrekking tot de fiets en het fietsen, terwijl er nog steeds geregeld nieuwe woorden worden bedacht, zoals in 2008 het woord weesfietsen voor de vele met name door onbekende eigenaars voor langere tijd bij stations achtergelaten rijwielen die nog niet als te verwijderen wrak (verlaten fiets) zijn aangemerkt.
- In sommige talen is gewoonweg met een andere schrijfwijze het Engelse woord bicycle overgenomen, dat wil zeggen fonetisch als bajskl, zoals in het Pashtu en Dari in Afghanistan, terwijl in het Farsi in Iran (waarvan het Dari in Afghanistan een variant is) de benaming officieel doetsjarcha luidt (= bicycle = tweewieler).
- Diverse filosofen hebben ook over de fiets en het fietsen geschreven, onder meer José Ortega y Gasset (in een essay over de Nederlanders en hun fietsen[22]) en Ivan Illich (over energieverbruik en maatschappelijke ongelijkheid, in zijn boek Energy and Equity[23]).
- De Marching and Cycling Band HHK was een van de weinige muziekverenigingen in Europa die optredens verzorgden op de fiets.